# Ercsi
Ercsi (németül: Ertsching, horvátul: Erčin) város Fejér vármegye északkeleti szélén a Duna jobb partján, a Martonvásári járásban.

## Fekvése
A Mezőföldhöz tartozó Érd–Ercsi-hátság déli részén fekszik.
A szomszédos települések: észak felől Százhalombatta, kelet felől Szigetcsép és Szigetújfalu, délkelet felől Ráckeve (utóbbi három a Csepel-szigeten), dél felől Iváncsa, délnyugat felől Beloiannisz és Besnyő, nyugat felől pedig Baracska és Ráckeresztúr.

## Közlekedés
A Budapest–Pécs-vasútvonal mellett fekszik, Ercsi vasútállomáson az elővárosi vonatok állnak meg.
A város a 6-os főút mentén terül el, amelyből egy mellékút, a 6204-es út ágazik ki Martonvásár és az azt kettészelő 7-es főút, illetve onnan tovább az M7-es autópálya felé, Ráckeresztúr érintésével és az M6-os keresztezésével. Az 1120-as, 1121-es, 1125-ös, 8185-ös, 8189-es, 
8238-as és 8240-es járatok által sűrű autóbusz összeköttetésben áll Budapesttel, Martonvásárral, Százhalombattával és Dunaújvárossal.
Ercsit a Dunán ingázó komp köti össze Szigetújfaluval.

## Nevének eredete
Az Ercsi név a magyar ér (patak) szó kicsinyítő képzővel ellátott származékából ered. Valószínűleg a településen átfolyó Rába-patakot  is egykor Erecsnek nevezhették.

## Részei
- Központ
- Belmajor
- Tótlik
- Tiszti lakótelep
- Búzavirág utcai lakótelep
- Savanyúrét
- Dunapart
- Cukorgyári lakótelep
- Sinatelep
- Ipari park
- Kisduna
- Újsor
- Rácszentpéter (Az 1950-es években csatolták át Besnyőtől Ercsihez.)

## Története
A Duna közelsége már az újkőkorban vándorlási útvonal részévé tette. Kisebb település volt itt a bronzkorban és a római korban is.
Első említése 1037-ből való a Szent Mauríciusz Monostor alapítóleveléből. Ekkor Szent István javadalmaként szerepelt az ercsi halászat. A faluban magánalapítású bencés kolostor is működött. A település a továbbiakban is jelentős a környéken, de a térség vezető szerepét mégis Martonvásár látta el.
1526-ban a Duna mentén Buda felé tartó törökök feldúlták a falut, de csak a 16. század második felében néptelenedett el. Az 1620-as évektől kezdve – a török uralom lazulásával –, jobb megélhetést kereső délszlávok kezdték benépesíteni a nagyrészt elhagyott falut, amely 1636-ban mezővárosként ismeretes, 1686-ban pedig végleg megszabadult muzulmán uraitól.

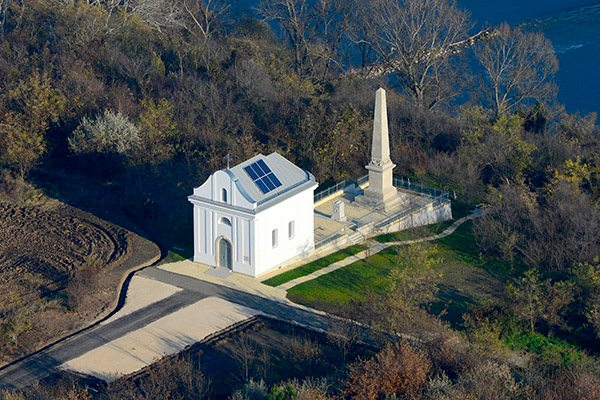
A megújult ercsi Eötvös-kápolna

Ercsi a továbbiakban sokat gyarapodott, elsősorban népesség tekintetében, mivel a környék valódi központja Adony lett. 1689-ben ortodox kolostor, 1767-ben római katolikus templom létesült a településen. A 18. század vége felé a Mezőföld többi területéhez hasonlóan Ercsi körül is majorságok alakultak, ám a település ettől függetlenedve élt, egyre nagyobb számban jelentek meg iparosok és kereskedők itt. Végül 1800-ban kapta meg a mezővárosi rangot.
A céhes ipar mellett hamarosan megjelentek a nagyobb üzemek is. Az 1830-as években a Lilien-birtokon szesz- és likőrgyár létesült, amely később cukorgyártással is foglalkozott. Nem sokkal később Eötvös Ignác birtokán is burgonyacukor és keményítőgyár kezdte működését. Dunai kikötője pedig a kereskedelem fontos színhelye volt. Azonban a mezőváros középkorias szerkezete, de a nagybirtokosok se tettek komolyabb fejlődést lehetővé Ercsiben. Lakosai nagyrészt magyar nemzetiségűek, kisebbségben délszlávok (horvátok), németek, szlovákok, zsidók és cigányok voltak.
1882-ben készült el a települést is érintő, Budapestet Pécscsel összekötő vasútvonal, azonban csak az 1910-es évek hoztak nagyobb változást Ercsi életében. 1912-ben épült meg Közép-Európa sokáig legkorszerűbb cukorgyára a vasútállomás közelében, amely azonban nagyrészt csak idénymunkát biztosított.
1944-ben itt kelt át először a Vörös Hadsereg a Dunán, ami szükséges volt a főváros bekerítéséhez.
A második világháború után a településszerkezet nagyban átalakult. A cukorgyárat 1948-ban államosították, a nagybirtokokon kisparaszti földek, majd termelőszövetkezet jött létre, illetve 1950-ben a Honvédség egy pontonos-hidász dandárja alakult meg itt.
A főváros közelsége sok embert csábított az ingázásra, ám lakosságszáma nem fogyott, mivel több közintézmény is nyílt a településen, amely 1970-ben nagyközségi, 2000-ben pedig városi rangot kapott.

## Közélete

### Polgármesterei
- 1990–1994: Keszthelyi László (független)[8]
- 1994–1998: Kokics Tibor (független)[9]
- 1998–2002: Bátki József (független)[10]
- 2002–2006: Bátki József (független)[11]
- 2006–2010: Szabó Tamás (MSZP)[12]
- 2010–2014: Szabó Tamás (MSZP)[13]
- 2014–2019: Győri Máté (Fidesz-KDNP)[14]
- 2019–2024: Szabó Tamás (független)[15]
- 2024– : Gólics Ildikó (Fidesz-KDNP)[1]

## Népesség
A település népességének változása:
| Lakosok száma | 8139 | 8078 | 8050 | 8065 | 8015 | 8182 | 8136 | 8085 |
|               | 2013 | 2014 | 2015 | 2019 | 2021 | 2022 | 2023 | 2024 |

A 2011-es népszámlálás során a lakosok 87,3%-a magyarnak, 9,2% cigánynak, 1,4% horvátnak, 0,4% németnek, 0,3% románnak mondta magát (12,6% nem nyilatkozott; a kettős identitások miatt a végösszeg nagyobb lehet 100%-nál). A vallási megoszlás a következő volt: római katolikus 34,7%, református 6,3%, evangélikus 0,4%, görögkatolikus 0,5%, felekezeten kívüli 26% (30,8% nem nyilatkozott).
2022-ben a lakosság 87,3%-a vallotta magát magyarnak, 5,9% cigánynak, 1,3% horvátnak, 0,5% ukránnak, 0,4% németnek, 0,2% románnak, 0,1-0,1% szerbnek, görögnek és bolgárnak, 2,9% egyéb, nem hazai nemzetiségűnek (12,6% nem nyilatkozott; a kettős identitások miatt a végösszeg nagyobb lehet 100%-nál). Vallásuk szerint 24,9% volt római katolikus, 5,5% református, 0,5% görög katolikus, 0,3% evangélikus, 0,1% izraelita, 0,1% ortodox, 1,4% egyéb keresztény, 0,7% egyéb katolikus, 20,2% felekezeten kívüli (46,1% nem válaszolt).

## Gazdaság
- Mezőgazdasága fejlett. Elsősorban a gabona-, kukorica-, cukorrépa- és napraforgótermesztésre alapszik. Az élelmiszeripar is jellemző, 1998-ig jelentős cukorgyártás is folyt. Kisebb könnyűipari létesítmények működnek a kialakított Ipari Parkban.
- Fő megélhetési forrása a szolgáltatás és kereskedelem, amelynek a város nagy átmenő forgalma és regionális központi jellege egyaránt kedvez.
- Ercsiből nyílik a MOL százhalombattai kőolajfinomítójának déli kapuja. A nagy kiterjedésű Dunai Finomító Ercsi északi részébe is átnyúlik.

## Kultúra, oktatás, sport
A településen két iskola és több óvoda is működik. Utóbbiak gyógypedagógiai és zeneiskolai részleggel. A városban az Eötvös József Művelődési Ház a legjelentősebb kulturális intézmény színházteremmel és 22.000 kötetes könyvtárral.
A városi Baczakó Péter Sportcsarnok kézilabdapályával, küzdőtérrel és úszómedencével várja a sportolni vágyókat. Ercsinek a 20. század elején alakult meg labdarúgócsapata, az Ercsi Kinizsi SE. A városnak kézilabdacsapata is van, az Ercsi SE.

## Nevezetességei
- 1526-ban a Mohácsra tartó magyar hadsereg emlékműve: a mohácsi csata 400. évfordulójára készült 1926-ban, de a második világháború alatt megrongálódott és sokáig nyoma veszett. 1992-ben megtalálták, a Szapáry Péter Honismereti Szakkör pedig közadakozásból új talapzatra állíttatta fehér műkőből. 1996. augusztus 20-án avatták fel.[18] (Eötvös utca és Bajcsy-Zsilinszky út találkozása)

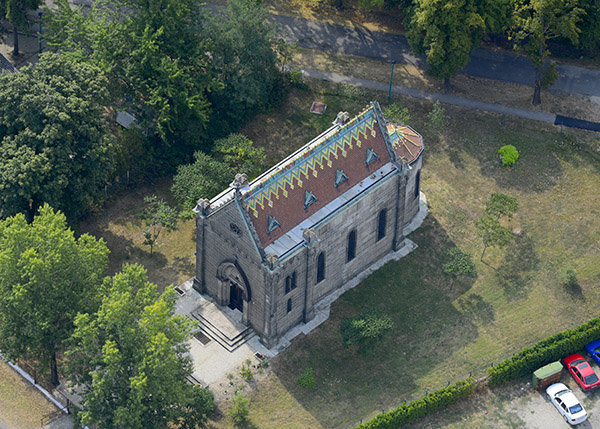
Cukorgyári Szent Erzsébet kápolna (Cukorgyári lakótelep 7.)
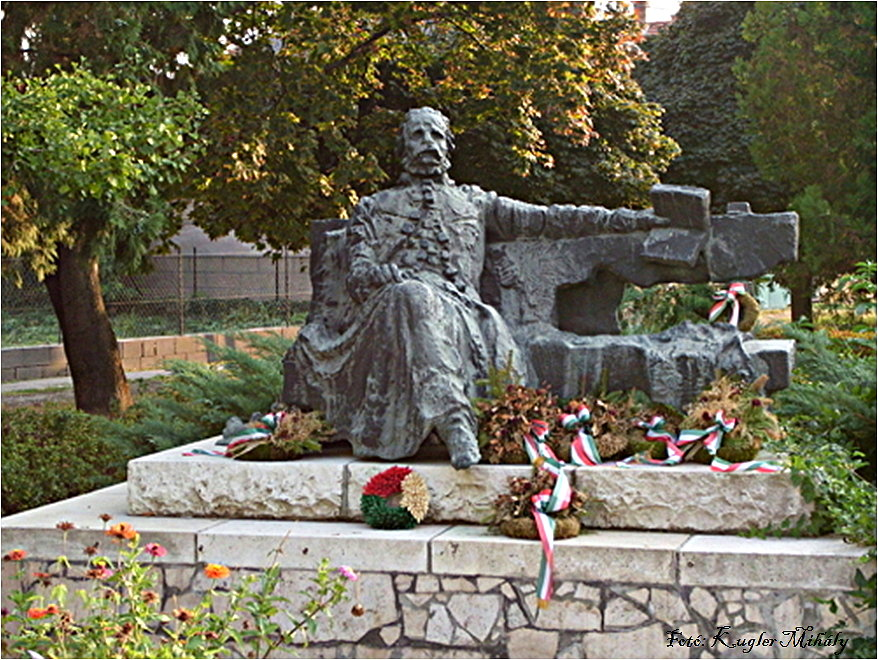
Eötvös József Emlékmúzeum: az Országos Pedagógiai Könyvtár és Múzeum az emlékház jelenlegi kiállítását 1988-ban, Eötvös születésének 175. évfordulójának tiszteletére nyitotta meg. A kiállításnak a kastélyhoz tartozó, egykori vendégház ad helyet. Eötvös ebben az épületben fogadta barátait. A két nagyobb egységből álló kiállítás Eötvös életét és a közoktatásban kifejtett munkásságát mutatja be.[18] (Eötvös utca 33.)
- Eötvös József-szobor (Eötvös tér 2.)
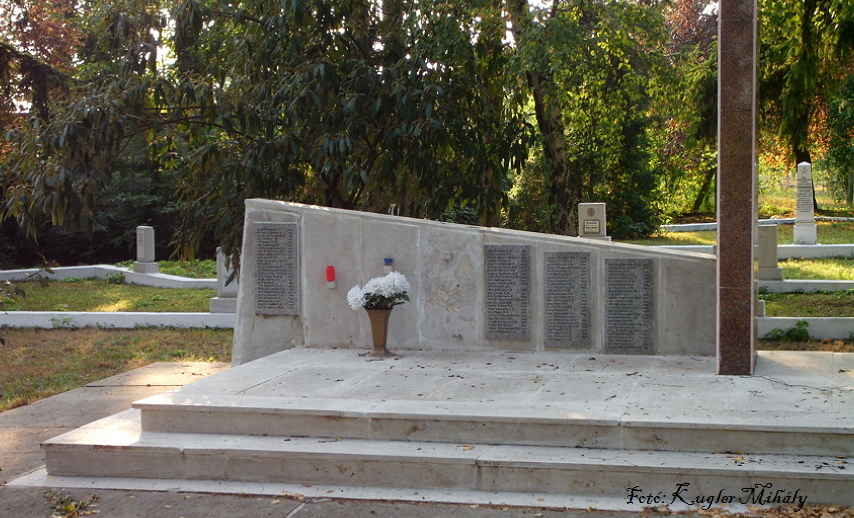
Ercsinél elesett szovjet katonák temetője: az 1944-es decemberi dunai átkelés során elesett szovjet katonák temetkezési helye a kastély volt parkjában. A központi emlékoszlopot többször átalakították, jelenlegi formájában 1958-ban állították újjá.[18] (Eötvös utca és Bajcsy-Zsilinszky út találkozása)
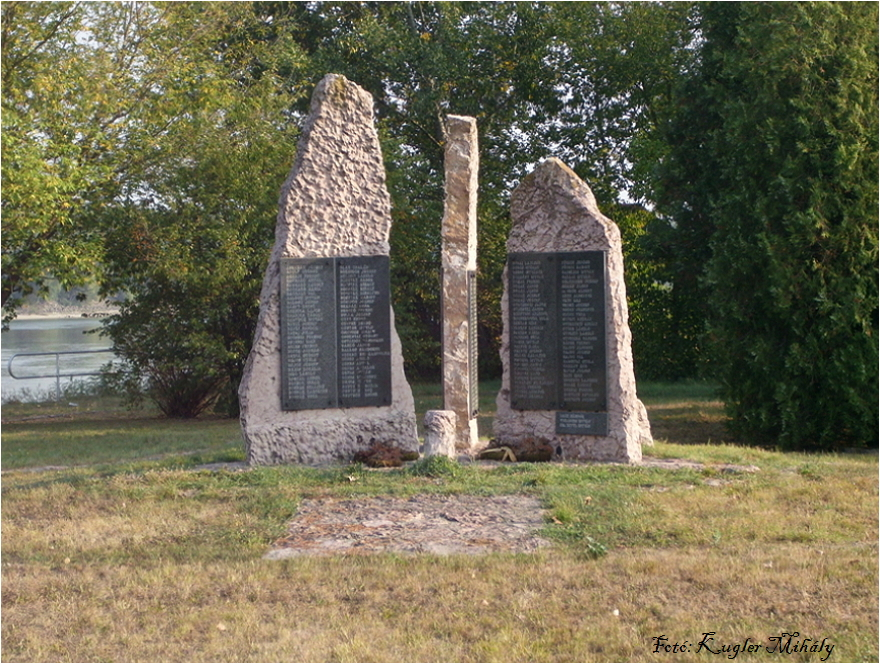
I. világháborús emlékmű: a község megrendelésére készült 1943-ban, fehér műkőből. A magyar katona egészalakos szobrának készítője Keviczky Hugó (1879–1946) szobrászművész.[18] (Duna-part)
- II. világháborús emlékmű: Ercsi nagyközség önkormányzatának megbízásából készítette 1991-ben Giber János tardosi kőfaragó tardosi vöröskőből. A rajta lévő márványtáblák az ercsi áldozatok neveit őrzik.[18] (Duna-part)
- Lilien-Eötvös-Sina-Wimpffen-kastély és angolkert (Eötvös utca 11.)
- Nagyboldogasszony kegytemplom (Templom tér)
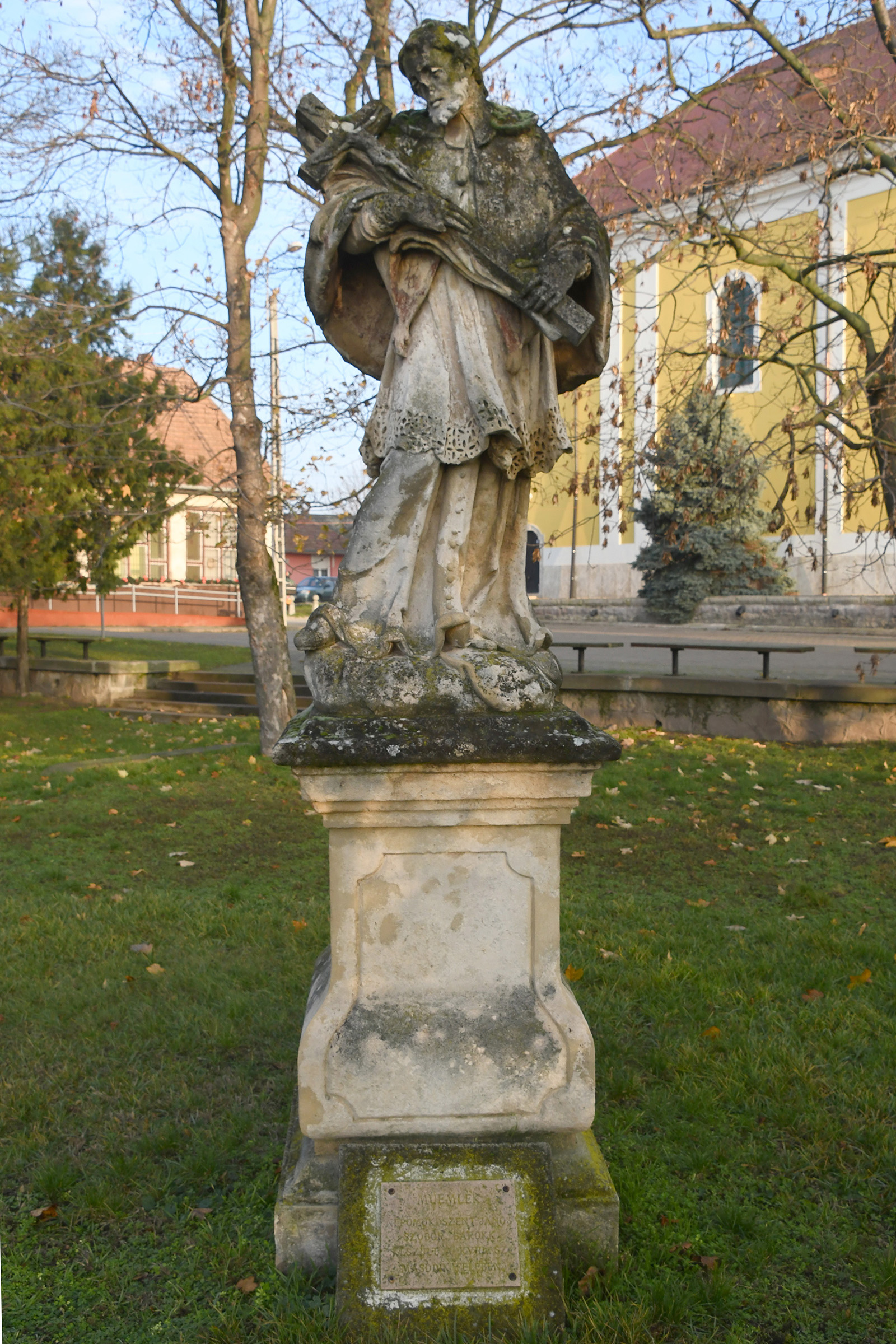
Nepomuki Szent János-szobor: a szobor a 18. század második felében készülhetett. Eredeti helye a régi országút mellett, a kastély mellett volt. A terület felparcellázása miatt került jelenlegi helyére, a Templom térre. A vízenjárók, vízimolnárok védőszentjükként nagy tiszteletben tartották.[18] (Templom tér)
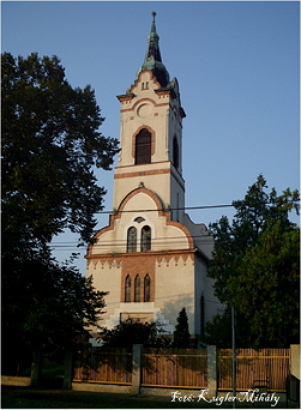
Református templom: 1930-ban szentelte fel Ravasz László püspök. Historizáló, az erdélyi magyar szecesszió jegyeit viselő stílusban épült. A templom falára 1995-ben helyezték el az Ercsiben született Rupp Kornél irodalomtörténész emléktábláját, és 2000-ben az első világháború református áldozatainak emléktábláját. 2016-ban renoválták.[18](Dózsa György út 32.)
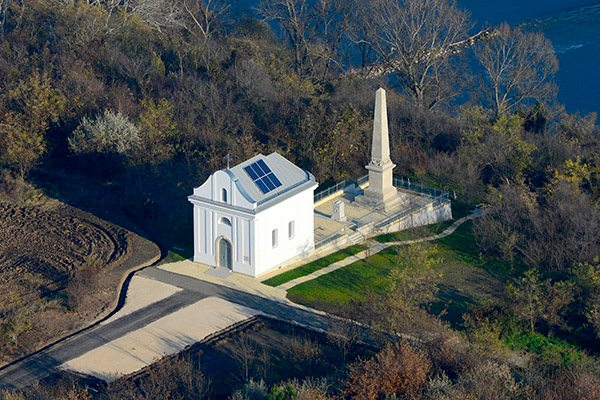
Szapáry-kápolna és Eötvös-obeliszk
- Tűztorony: 1903-ban épült a község akkor még többnyire nádtetős házai védelmére, historizáló stílusban. Építette Roth Jakab helyi vállalkozó. Renoválták 1978-ban, 1998-ban és 2015-ben.[18] (Szent István út és Táncsics Mihály utca sarka)

- Fájl:Ercsi,_Szent_Erzsébet_kápolna_a_levegőből.jpgCukorgyári Szent Erzsébet kápolna
- Fájl:Eötvös_József_szobor.jpgEötvös József-szobor
- Fájl:Ercsi_2011-10-09,_Szovjet_katonai_emlékmű.jpgErcsinél elesett szovjet katonák temetője
- Fájl:Az_Ercsi_II.Világháborús_emlékmű.jpgII. világháborús emlékmű
- Fájl:Ercsi,_Nepomuki_Szent_János-szobor_2020_07.jpgNepomuki Szent János-szobor
- Fájl:Az_Ercsi_Református_Templom.jpgReformátus templom
- Fájl:A_megújult_ercsi_Eötvös-kápolna.jpgSzapáry-kápolna és Eötvös-obeliszk

## Nevezetes személyek
Itt születtek
- Tauscher Gyula Ágoston (1833–1882) orvos, botanikus
- Hufnagel András (1846–1887) jezsuita szerzetes, gimnáziumi tanár
- Gozsdu Elek (1849–1919) író, ügyvéd, királyi főügyész
- Bulovszky Englert Erzsi (1860–?) színésznő
- Rupp Kornél (1865–1900) irodalomtörténész
- Dieballa Géza (1867–1926) belgyógyász
- Viszota Gyula (1871–1947) irodalomtörténész, az MTA tagja
- Viszota Alajos (1872–1938) pap, pápai szertartó, teológiatanár
- Gordon Róbert (1877–1928) gépészmérnök
- Halasy-Nagy József (1885–1976) filozófus
- Fetter Károly (1889–1937) szobrászművész
- Nagy Ödön (1892–1966) sakkfeladvány-szerző
- Máté Miklós (1906–1984) rabbi
- Szentiványi Jenő (1909–1986) ifjúsági író
- Szentpéteri László (1913–1975) Kossuth-díjas gépészmérnök
- Tószegi Antal (1917–1957) segédoperatőr
- Bajnáczky István (1924–1972) röplabdázó
- Szüts László (1924–?) író, költő
- Bejczy Antal (1930–2015) fizikus, űrkutató, a Marsjáró egyik megalkotója
- Csernyák István (1932–2005) festő
- Kokics Tibor (1934–2021) kertész
- Závodi János (1947–) zenész, gitáros
- Schäffer Erzsébet (1948–) írónő, újságírónő
- Kálmán András (1949–2018) országgyűlési képviselő (1998–2010), Dunaújváros polgármestere (1999–2010)
- Lévai Ferenc (1950–) halászati üzletember, az Aranyponty Rt. alapító vezérigazgatója
- Maros Zoltán (1950–) animációsfilm-rendező
- Baczakó Péter (1951–2008) olimpiai bajnok súlyemelő
- Nagy András (1951–) genetikus
- Szabó Róbert (1968–) újságíró
- Bus István újságíró
- Dékány Kinga (1973–) sportoló, kétszeres világbajnok kajakozó

Itt éltek
- Itt töltötte gyermekkora egy részét és itt van eltemetve Eötvös József (1813–1871) író-politikus.
- Itt töltötte gyermekkorát Bulath Anita (1983–) női válogatott kézilabdázó.

Itt haltak meg
- Halas Simon (1856–1899) rabbi
- Pulszky Garibaldi (1861–1926) mérnök, miniszteri tanácsos
- Balassa Emil (1888–1944) újságíró, kabarészerző

Itt van eltemetve
- Zöllner István (1885–1909) lakatossegéd, birkózó